# Luís Norton de Matos
Pour les articles homonymes, voir De Matos.
Luís Maria Cabral Norton de Matos est un footballeur et entraîneur portugais né le 14 décembre 1953 à Lisbonne. Il évoluait au poste d'attaquant.

## Biographie

### En tant que joueur
International, il reçoit cinq sélections en équipe du Portugal lors de l'année 1982.

### En tant qu'entraîneur
À l'été 2014, Norton De Matos devient le nouvel entraîneur de l'équipe de 2e division GD Chaves qui a pour objectif la montée en Liga Zon Sagres (première division du Portugal). Le 22 décembre 2014, après l'élimination contre Rio Ave en Coupe du Portugal (2-0) et un nouveau match nul en championnat contre S.C Freamunde (1-1), Norton De Matos est démis de ses fonctions d'entraîneur.
Le 14 juillet 2020, il est nommé responsable du développement du football au sein du LOSC Formation et également entraîneur principal de l'équipe réserve du club lillois évoluant en National 3

## Palmarès

### En tant que joueur
Avec le Standard :
- Vainqueur de la Coupe de Belgique en 1981